# Gaetano Castrovilli
Gaetano Castrovilli (sinh ngày 17 tháng 2 năm 1997) là một cầu thủ bóng đá chuyên nghiệp người Ý thi đấu ở vị trí tiền vệ cho câu lạc bộ Serie A Fiorentina và đội tuyển quốc gia Ý.

## Sự nghiệp câu lạc bộ
Castrovilli bắt đầu chơi bóng tại trường bóng đá Minervino. Lúc 11 tuổi, anh gia nhập hệ thống đào tạo trẻ của Bari. Anh có màn ra mắt đội một ở Serie B năm 2015, và sau đó được chọn vào đội hình xuất phát dưới thời huấn luyện viên Roberto Stellone trong mùa giải 2016-17, có tổng cộng 11 lần ra sân.
Màn trình diễn của anh thu hút sự chú ý của Fiorentina, sau đó anh được gửi đi dưới dạng cho mượn đến đội trẻ của Florentine để gia nhập Torneo di Viareggio năm 2016, ghi một bàn trong trận hòa 1-1 trước đội bóng Argentina Belgrano; đội chính sau đó thu nạp anh từ Bari với điều khoản vĩnh viễn giá trị €400,000. Sau 6 tháng ở đội primavera, năm 2017 anh được gửi dưới dạng cho mượn đến Cremonese ở Serie B trong hai mùa giải năm 2017, có tổng cộng 53 lần ra sân, ghi 5 bàn thắng.
Năm 2019, anh trở lại Fiorentina, và nằm trong kế hoạch xây dựng đội một của Vincenzo Montella; sau đó anh có màn ra mắt tại Serie A trước Napoli trong cùng năm.

## Sự nghiệp quốc tế
Castrovilli có lần đầu khoác áo đội tuyển quốc gia Ý dưới thời huấn luyện viên Roberto Mancini, vào ngày 15 tháng 11 năm 2019, vào sân từ ghế dự bị thay cho Lorenzo Insigne trong chiến thắng 3-0 trên sân khách trước Bosna và Hercegovina, tại vòng loại Euro 2020. Sau chấn thương của Lorenzo Pellegrini, vào tháng 6 năm 2021 anh được Mancini triệu tập lên đội tuyển Ý tham dự Giải vô địch bóng đá châu Âu 2020.
Năm 2020, anh cùng đội tuyển Ý giành chức vô địch Euro lần thứ hai sau khi vượt qua đội tuyển Anh ở trận chung kết.

## Thống kê sự nghiệp

### Câu lạc bộ
Tính đến trận đấu diễn ra ngày 22 tháng 5 năm 2021
| Câu lạc bộ         | Mùa giải           | Giải vô địch       | Giải vô địch | Giải vô địch | Cúp     | Cúp       | Châu Âu | Châu Âu   | Khác    | Khác      | Tổng cộng | Tổng cộng |
| Câu lạc bộ         | Mùa giải           | Giải vô địch       | Số trận      | Bàn thắng    | Số trận | Bàn thắng | Số trận | Bàn thắng | Số trận | Bàn thắng | Số trận   | Bàn thắng |
| ------------------ | ------------------ | ------------------ | ------------ | ------------ | ------- | --------- | ------- | --------- | ------- | --------- | --------- | --------- |
| Bari               | 2014-15            | Serie B            | 1            | 0            | -       | -         | -       | -         | -       | -         | 1         | 0         |
| Bari               | 2016-17            | Serie B            | 10           | 0            | 1       | 0         | -       | -         | -       | -         | 11        | 0         |
| Bari               | Tổng cộng          | Tổng cộng          | 11           | 0            | 1       | 0         | 0       | 0         | 0       | 0         | 12        | 0         |
| Cremonese (mượn)   | 2017-18            | Serie B            | 26           | 1            | 2       | 0         | -       | -         | -       | -         | 28        | 1         |
| Cremonese (mượn)   | 2018-19            | Serie B            | 26           | 4            | 1       | 1         | -       | -         | -       | -         | 27        | 5         |
| Cremonese (mượn)   | Tổng cộng          | Tổng cộng          | 52           | 5            | 3       | 1         | 0       | 0         | 0       | 0         | 55        | 6         |
| Fiorentina         | 2019-20            | Serie A            | 33           | 3            | 2       | 0         | -       | -         | -       | -         | 35        | 3         |
| Fiorentina         | 2020-21            | Serie A            | 34           | 5            | 3       | 0         | -       | -         | -       | -         | 37        | 5         |
| Fiorentina         | Tổng cộng          | Tổng cộng          | 67           | 8            | 5       | 0         | 0       | 0         | 0       | 0         | 72        | 8         |
| Tổng kết sự nghiệp | Tổng kết sự nghiệp | Tổng kết sự nghiệp | 130          | 13           | 9       | 1         | 0       | 0         | 0       | 0         | 139       | 14        |

### Quốc tế
Tính đến 2 tháng 7 năm 2021
| 2019      | 1 | 0 |
| 2020      | 0 | 0 |
| 2021      | 2 | 0 |
| Tổng cộng | 3 | 0 |